# Ernst Hähnel
Ernst Julius Hähnel, né le 9 mars 1811 à Dresde (Saxe) et mort le 22 mai 1891 à Dresde, est un sculpteur allemand qui fut professeur à l'académie des beaux-arts de Dresde.

## Biographie

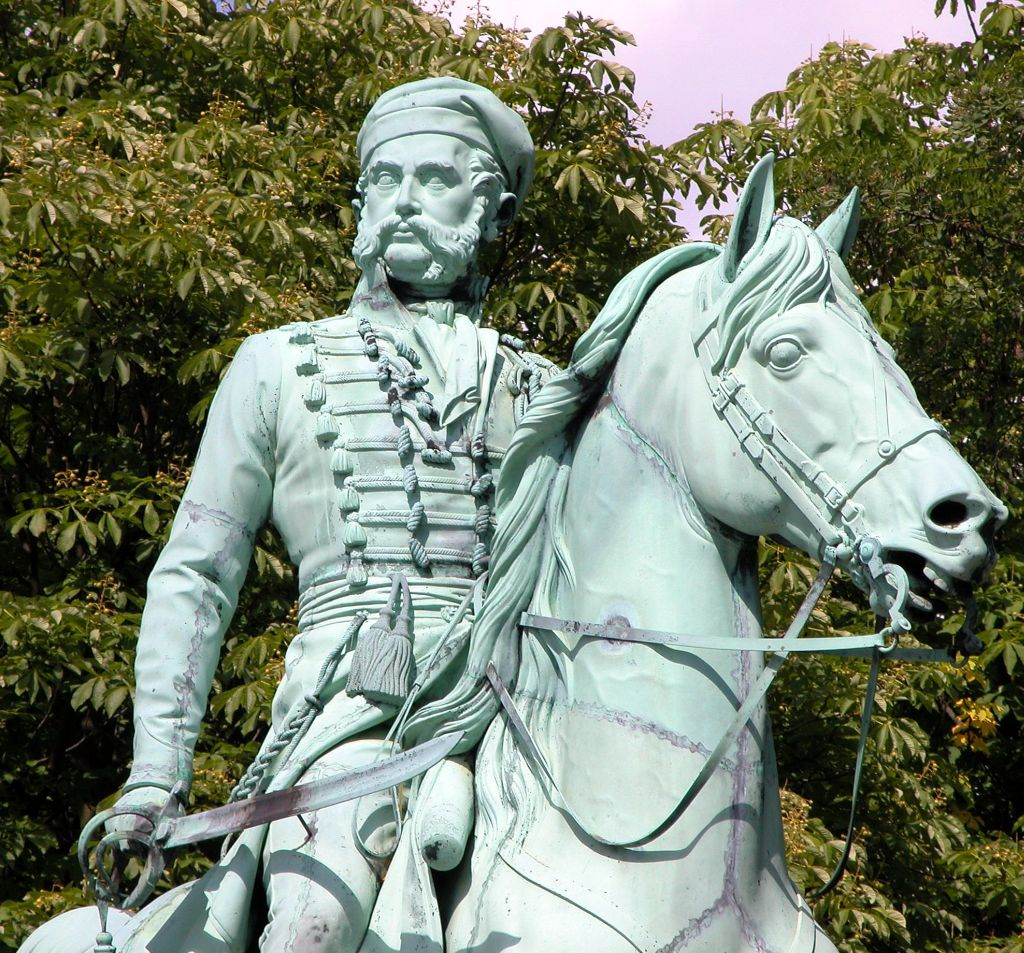
Détail de la statue du duc Frédéric-Guillaume de Brunswick.

Hähnel étudie l'architecture à l'académie de Dresde et se rend en 1826 à Munich, où il étudie l'architecture, puis la sculpture à l'académie des beaux-arts, jusqu'en 1831. Il fait la connaissance d'Ernst Rietschel et de Ludwig Schwanthaler en 1830. Il voyage ensuite à Rome en 1831 et visite Florence l'année suivante avec Gottfried Semper. Il retourne vivre à Munich en 1835, puis il est appelé à Dresde par Semper en 1838. Il collabore aux travaux du nouvel opéra.
Ernst Hähnel sculpte une statue de Beethoven qui est coulée en bronze en 1845 à Bonn par Jacob Daniel Burgschmiet. Hähne termine ensuite à Prague une statue de l'empereur Charles IV, pour le cinq-centième anniversaire de l'université de Prague. Elle mesure quatre mètres de haut et se trouve près de la tour du pont Charles de la Vieille-Ville.
Il est nommé en 1848 professeur à l'académie de Dresde et devient avec Rietschel le fondateur de l'école de sculpture de Dresde dans la seconde moitié du XIXe siècle. Il a Johannes Schilling au nombre de ses élèves, et plus tard Cuno von Uechtritz-Steinkirch. Son activité se poursuit à Dresde, où il crée des bas-reliefs pour la Gemäldegalerie Alte Meister, ainsi que six statues d'Alexandre le Grand, Lysippe, Michel-Ange, Dante, Raphaël et Peter von Cornelius. Il copie sa statue de Raphaël pour la Nationalgalerie de Berlin et pour le Museum der bildenden Künste de Leipzig.
Ernst Hähnel termine en 1867 sa statue du roi Frédéric-Auguste II de Saxe à Dresde. Quatre ans plus tard, sa statue de Theodor Körner est inaugurée sur la Ferdinandplatz.

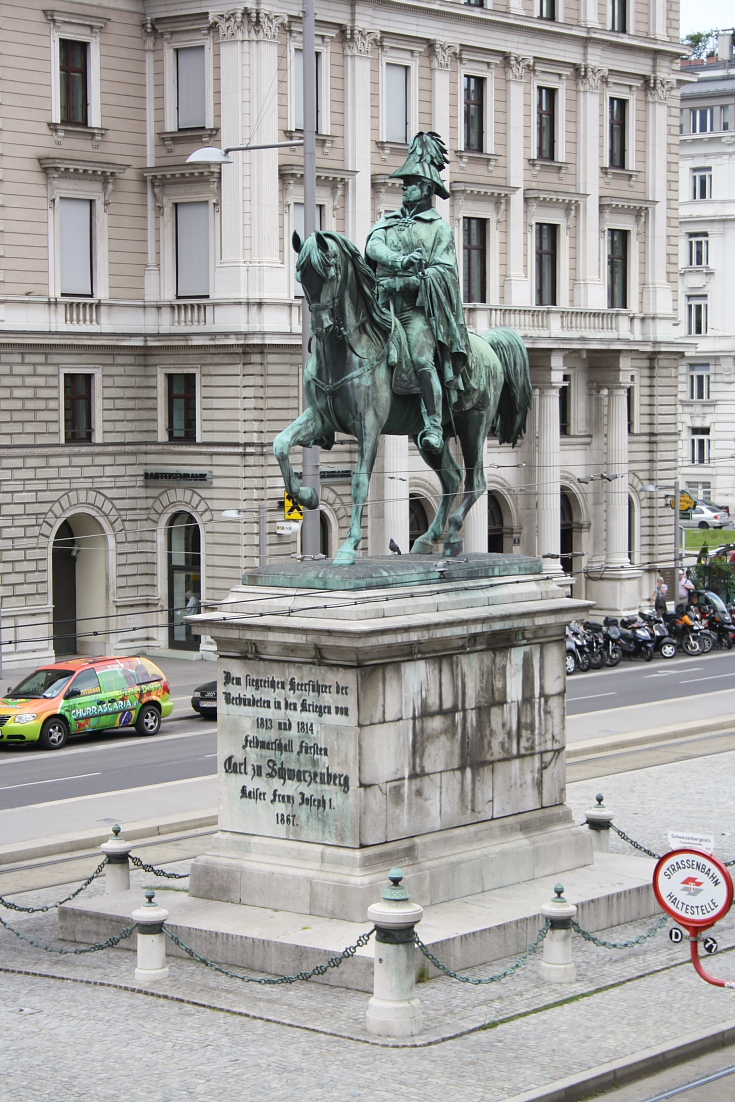
Statue équestre du prince de Schwarzenberg à Vienne.

Les œuvres de Hähnel se trouvent dans toute l'Allemagne et dans d'autres pays d'Europe, où il a travaillé. Ainsi de la statue équestre du prince de Schwarzenberg à Vienne, à la  Schwarzenbergplatz (de), ou de la statue équestre du duc Frédéric-Guillaume devant le château de Brunswick, ou encore de la statue de Lessing à Leipzig (1883). Il crée aussi plusieurs œuvres pour l'opéra de Vienne, comme La Poésie classique et La Poésie romantique.
Hähnel avait comme but de mettre en forme l'idéal de la beauté plastique, selon les canons classiques. Il est nommé en 1859 docteur Honoris causa de l'université de Leipzig et citoyen d'honneur de sa ville natale, le 11 octobre 1883. C'est l'un des sculpteurs qui participent à l'œuvre du Défilé des princes (Fürstenzug) de Dresde[réf. nécessaire]. Il en sculpte le dernier groupe[réf. nécessaire].

## Illustrations

Statue de Beethoven à Bonn (de)
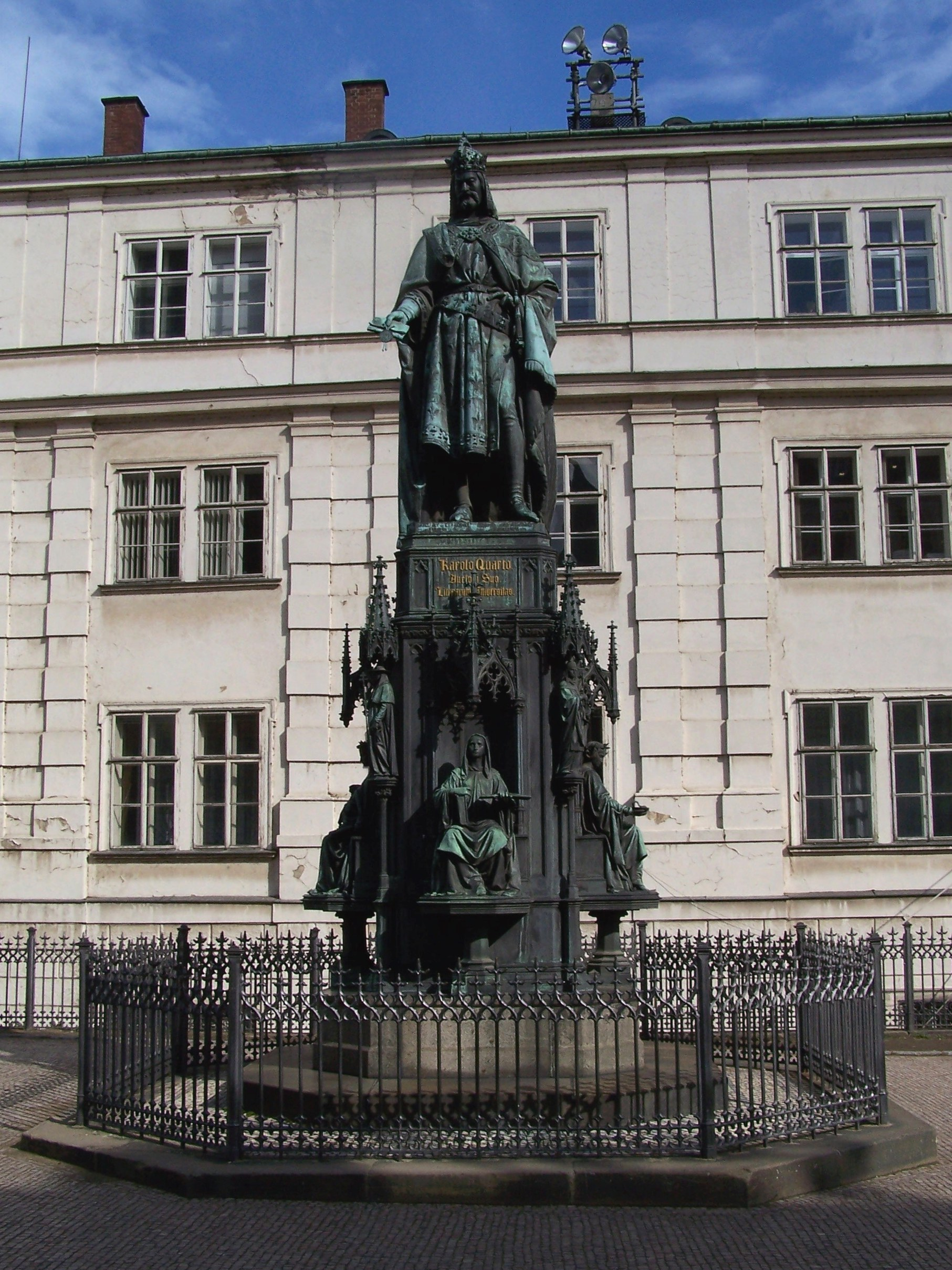
Statue de Charles IV à Prague
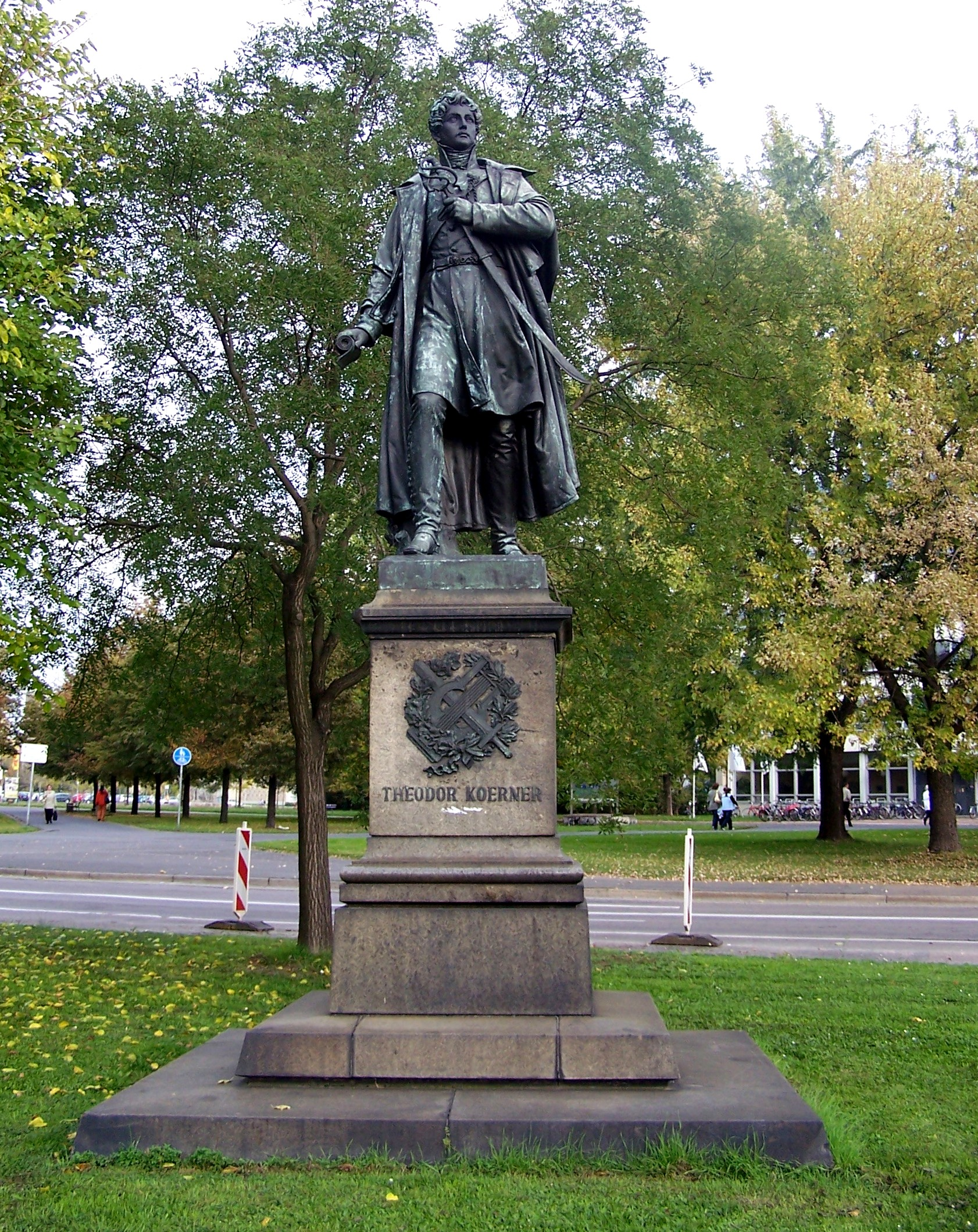
Statue de Theodor Körner à Dresde
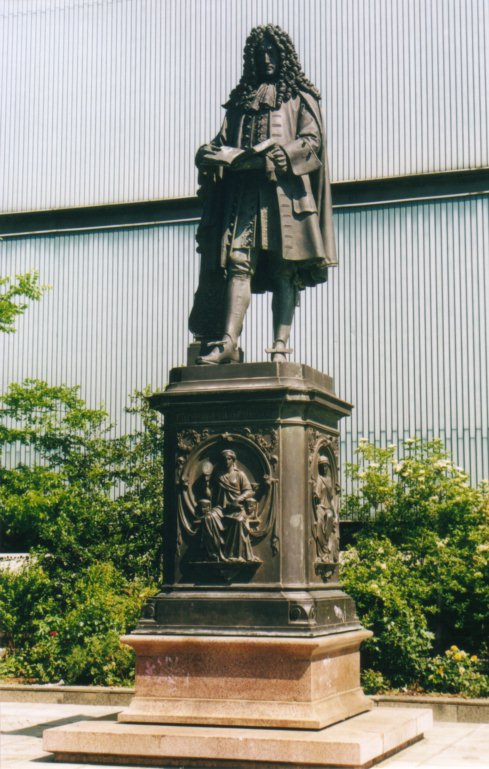
Statue (de) de Leibniz à Leipzig
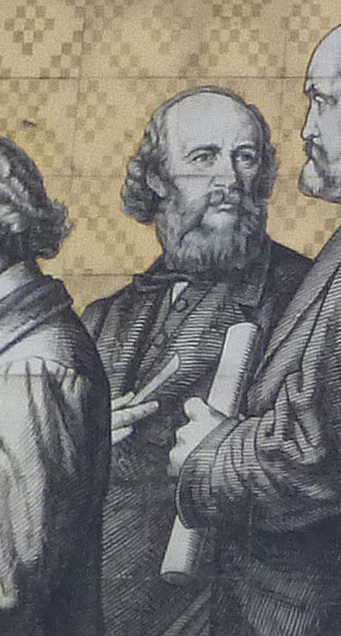
Ernst Hähnel sur le Fürstenzug à Dresde